# Фізична неможливість смерті у свідомості когось живого
«Фізична неможливість смерті у свідомості когось живого» (англ. The Physical Impossibility of Death in the Mind of Someone Living) — мистецька робота Демієна Герста, створена в 1991 році. Твір складається з тигрової акули завдовжки 4,3 метра зануреної в акваріум заповнений формаліном. Її продаж 2004 року зробив Герста найдорожчим живим митцем після Джона Джаспера, якого він випередив у 2008. Робота вважається одним з найбільш видатних об'єктів британського мистецтва 1990-х років та стала символом групи творчих людей Британії — ''Молоді британські митці''.

## Передумови
Робота по створенню фінансувалася Чарльзом Саатчі, який в 1991 році запропонував заплатити Герсту за створення його авторського твору. Сама акула коштувала 6000 фунтів стерлінгів, а загальна вартість робіт склала 50 000. Акула була спіймана в Херві-Бей в штаті Квінсленд, Австралія, рибалкою на замовлення. Повністю готова мистецька робота була вперше продемонстрована в 1992 році разом з групою «Молодих британських художників» в Галереї Саатчі в приміщеннях у Санкт-Джонс-Вуд, Північному Лондоні.

## Руйнування і заміна
На початку акула зберігалася погано — це призвело до розпадання її на дрібні частинки, що переросли в забруднення у вигляді туманності. Герст пояснив, що Галерея Саатчі не дотрималась правил догляду і дозволила потрапити відбілювачу у розчин в акваріумі. В 1993 році галерея перетягнула шкіру акули скловолокном на що Герст прокоментував: «Це не виглядає так страшно, … Ви можете сказати, що вона не є справжньою. Вона не має ніякої ціни». Згодом акула була замінена знову на справжню і розміщена в оригінальній вітрині 1991 року. Це включало в себе спіймання акули в Квінсленді (жіночої статі віком 25-30 років, що еквівалентно людині середнього віку), ін'єкцію формальдегіду в організм, а також маринуванню його протягом двох тижнів у ванні з 7% розчином формаліну.

## Демонстрування в музеях
- Галерея Саатчі — 1991–1993 роки
- PinchukArtCentre[3] — виставка під назвою «Реквієм» від 25 квітня до 20 вересня 2009 року в Україні